# Aleksandr Radionov
Aleksandr Andreyevich Radionov (tiếng Nga: Александр Андреевич Радионов; sinh ngày 30 tháng 4 năm 1993) là một cầu thủ bóng đá người Nga. Anh thi đấu cho FC Chertanovo Moskva.

## Sự nghiệp câu lạc bộ
Anh có màn ra mắt tại Giải bóng đá chuyên nghiệp quốc gia Nga cho FC Strogino Moskva vào ngày 4 tháng 8 năm 2013 trong trận đấu với FC Sever Murmansk.